# ذخیره‌گاه ملی تومبس
ذخیره‌گاه ملی تومبس (به اسپانیایی: Reserva nacional de Tumbes) یک منطقه حفاظت‌شده در پرو است که در منطقه تومبس واقع شده‌است.